# Dagens Samhälle
Dagens Samhälle är en svensk nyhetstidning som utkommer veckovis och har en nyhetssajt där det publiceras nya artiklar varje vardag. Dagens Samhälle bevakar offentlig ekonomi, styrning och beslut, samhällsbygge och välfärd liksom chef- och arbetsgivarfrågor. Målgruppen är beslutsfattare på hög nivå i regioner och kommuner, både politiker och tjänstemän. 
Dagens Samhälle kartlägger, granskar och fördjupar frågor om styrning, arbetsgivaransvar, politik och ekonomi särskilt för chefer och förtroendevalda i region och kommun. DS är också en debattplattform för de mest brännande frågorna i offentlig sektor i Sverige.
År 2018 lanserades Kommunbarometern där alla via ett digitalt gränssnitt kan jämföra kvalitén i Sveriges kommuner. Med de nya kategorierna består databasen idag (2021) av 41 500 dataposter.

## Årets Superkommun
Sedan år 2015 utser Dagens Samhälle Årets Superkommun i tre klasser - storstadskommuner (46 st), städer/stadsnära kommuner (108 st) och småstad/landsbygdskommun (136 st) enligt SKR:s indelning. Tre kommuner nomineras i varje klass. (Inledningsåret 2015 var klasserna Norrland, Svealand och Götaland med vinnarna Luleå, Sundbyberg och Lomma.)
Rankningen bygger på officiell statistik i 18 ämneskategorier där ekonomi och skola väger tyngst. Till dessa två kommer barnomsorg, kultur/fritid, vård/omsorg och attraktivitet samt framtidsfaktorer som arbetsmarknad, demografi, förbindelser, näringsliv och utbildningsnivå. År 2019 inkluderades Agenda 2030 i undersökningen, med ytterligare 16 delmål i sju nya ämneskategorier - god samhällsutveckling, hälsa/välbefinnande, hållbar konsumtion, hållbara samhällen, inkluderande samhälle, jämställdhet samt klimat/miljö.
Varje ämneskategori bygger på flera variabler som sammantagna ger kommunens poäng inom ämneskategorin. Poängsumman för alla ämneskategorier avgör sedan årets rankning av superkommunerna. Sedan år 2019 används totalt 143 olika variabler.

### Resultat
Presenteras i maj året efter.
Småstad/landsbygdskommun (136 st)
- 2021: Kalmar, Varberg, Skövde
- 2020: Inställt pga Corona
- 2019: Varberg, Kalmar, Skövde
- 2018: Varberg, Skövde, Ystad

Städer/stadsnära kommuner (108 st)
- 2021: Uppsala, Halmstad, Jönköping
- 2020: Inställt pga Corona
- 2019: Halmstad, Jönköping, Lund
- 2018: Halmstad, Nykvarn, Lund

Storstadskommuner (46 st)
- 2021: Mölndal, Härryda, Nacka
- 2020: Inställt pga Corona
- 2019: Stockholm, Nacka, Mölndal
- 2018: Nacka, Mölndal, Solna

## Bakgrund
Tidningen startades 2004, och ersatte då tidningarna KommunAktuellt och Landstingsvärlden.
Första chefredaktören var Lena Hörngren, och även Mats Edman och Olov Carlsson har varit chefredaktörer. I september 2020 tillträdde Christina Kennedy som ny chefredaktör.

## Ägare
Dagens Samhälle ägdes av arbetsgivarorganisationen Sveriges Kommuner och Regioner (SKR), men med en redaktionellt oberoende ställning. I november 2019 köptes tidningen av Di-gruppen, Bonnier News.